# Gisèle Guillemot
Gisèle Guillemot est une résistante française, née le 24 février 1922 à Mondeville (Calvados) et morte le 31 janvier 2013 à Paris.
Résistante à l'occupation allemande pendant la Seconde Guerre mondiale, elle devient responsable du Front patriotique de la jeunesse pour le Calvados. Ensuite membre des FTPF, elle participe aux sabotages contre les trains allemands.
Arrêtée en 1943 par la Gestapo, elle est condamnée à mort. Sa peine étant commuée, elle est déportée en Allemagne, internée à Ravensbrück puis à Mauthausen. Rescapée des camps, elle en témoigne et reçoit le prix sociologie et histoire de l'Académie française.

## Biographie
Gisèle Guillemot est née le 24 février 1922 à Mondeville dans le Calvados. Son enfance se déroule dans la cité ouvrière du Plateau, tout près des hauts fourneaux de la Société métallurgique de Normandie (SMN).

### Résistance
Pendant la Seconde Guerre mondiale, elle a dix-huit ans lorsque les Allemands envahissent la région. Elle travaille à Caen au service du ravitaillement, comme sténo-dactylo. Fin 1940, avec plusieurs amis d'enfance, elle crée un petit groupe de résistants, basés sur Colombelles et Mondeville, et se rattachant au parti communiste devenu clandestin.
Elle est la plus jeune de ce groupe de huit résistants. Ils commencent par distribuer des tracts, dénonçant l'activité collaboratrice de la SMN où travaillent leurs parents. Au début, ils agissent ouvertement, puis deviennent plus prudents. Ils agissent ensuite matériellement contre les occupants, crevant les pneus des véhicules allemands.
Au printemps 1941, Gisèle Guillemot devient la responsable du Front patriotique de la jeunesse pour le Calvados, et appartient au Front national de lutte pour la libération et l'indépendance de la France. Son groupe distribue des tracts contre le STO. Les membres de son groupe sont tour à tour arrêtés et fusillés, elle en est la seule survivante.

### Sabotages, arrestation, condamnation à mort
Elle rejoint alors les Francs-tireurs et partisans français (FTPF). Elle participe avec les membres de son réseau aux sabotages des trains allemands en 1942 et 1943. Ils font dérailler des trains à partir d'avril 1942, font exploser une locomotive en février 1943. Leur tentative de sabotage du 1er mars 1943 déclenche des recherches intensives de la Sûreté de Rouen et de la Gestapo,.
Elle est arrêtée le 9 avril suivant, dénoncée par un membre de son groupe. Les vingt-trois autres membres de son réseau sont arrêtés à la même époque. Quatorze d'entre eux d'entre eux sont fusillés. 
Gisèle Guillemot est violemment interrogée à plusieurs reprises par la Gestapo, mais malgré les gifles et les coups elle répond invariablement : « Je ne sais pas ». Elle est condamnée à mort le 13 juillet 1943, mais sa peine est commuée en déportation,, en même temps que la résistante Edmone Robert.

### Déportation
Partant de Fresnes, classée « Nacht und Nebel », elle est déportée en Allemagne dans un convoi (I.302) qui dure quatre-vingt-neuf jours, jusqu'à la prison de Lübeck puis celle de Cottbus. Elle est internée à partir de l'automne 1944 au camp de Ravensbrück, puis transférée par convoi noir au camp de Mauthausen.
Elle est libérée par la Croix-Rouge internationale le 23 avril 1945 et rapatriée ; elle arrive à Caen le 1er mai 1945. Elle apprend que les membres de sa famille sont vivants, mais se heurte à l'incompréhension lorsqu'elle veut raconter son histoire. Elle retourne alors à Paris, dans un foyer pour déportés, puis passe trois mois dans un sanatorium en Suisse,.

### Témoignage, livres
Gisèle Guillemot milite au sein de la Fédération nationale des déportés et internés résistants et patriotes (FNDIRP) et sort de son silence face aux thèses négationnistes. Elle écrit de nombreux articles et publie plusieurs livres, notamment à partir des notes qu'elle a prises dans les camps sur un tout petit carnet qu'elle a réussi à cacher.
Elle donne des conférences, et rencontre les jeunes dans les écoles. Elle raconte sa déportation dans Entre parenthèses, de Colombelles à Mauthausen qui reçoit en 2002 le prix de sociologie et d'histoire de l'Académie française (Prix François-Millepierres),.
Elle est commandeur de la Légion d'honneur et titulaire de la médaille de la Résistance.
Elle meurt dans le 7e arrondissement de Paris le 31 janvier 2013 ou le 1er février 2013.

## Œuvres
- Une fin d'année à Dantzig, Paris, FNDIRP, 1996 (OCLC 411145985).
- Entre parenthèses de Colombelles (Calvados) à Mathausen [sic] (Autriche), 1943-1945, Paris, l'Harmattan, 2001, 279 p.  (ISBN 2-7475-0561-8) – Prix de sociologie et d'histoire de l'Académie française (Prix François-Millepierres)[20].
- Des mots contre l'oubli : résistance et déportation, le Struthof, Cabourg, Éd. Cahiers du temps, 2004, 63 p.  (ISBN 2-911855-65-5).
- Elles... revenir, Paris, Éd. Tirésias, 2006, 60 p.  (ISBN 978-2-915293-40-1) ; rééd. 2007.
- Résistante : mémoires d'une femme de la Résistance à la déportation, Neuilly-sur-Seine, Michel Lafon, 2009, 209 p.  (ISBN 978-2-7499-1007-9) ; avec Samuel Humez.
- Nombreux articles. Contribution à L'occupation intime, Paris, Albin Michel, 2011, DVD.

## Distinctions et hommages

### Décorations
- Commandeur de la Légion d'honneur, 1989.
- Médaille de la Résistance française[Quand ?][Note 1].

### Récompenses
- Prix de sociologie et d'histoire de l'Académie française (Prix François-Millepierres) en 2002

### Autres hommages
- Son nom est donné au collège Gisèle Guillemot à Mondeville, inauguré en septembre 2018[21].